# Товариство закарпатців у Києві
Товариство закарпатців у Києві об’єднує на добровільній основі всіх вихідців із Закарпаття та членів їхніх сімей, що проживають в м.Києві, й  з січня 2000 року є юридичною особою зі своїм статутом та іншими необхідними документами та атрибутами. Воно було створене 19 грудня 1960 року, в день святого Миколая. Мета, завдання і організаційна структура товариства викладена в Статуті, який повністю опублікований на його сайті.

## Історія створення
За радянських часів, до проголошення незалежності України ніяке добровільне неофіційне об’єднання громадян не могло бути оформлено як юридична особа. Тому ніяких офіційно зареєстрованих земляцьких рухів не існувало взагалі. Нині в Києві зареєстровано близько 25 земляцьких товариств, які складають Асоціацію земляцтв України. Товариство закарпатців у Києві є членом цієї Асоціації.
Але поза Статутом і юридичною реєстрацією закарпатці гуртувались між собою уже в кінці 40-х років, коли до Києва приїхала велика плеяда видатних футболістів із Закарпаття (з того часу «Динамо» Київ розпочало свою легендарну ходу на вершину європейського й світового футболу). Потім Київ заполонили студенти, аспіранти, лікарі, вчителіродом із Закарпаття. Тому вже в кінці 50-х років закарпатці регулярно збирались святкувати свято Миколи, Різдво за григоріанським календарем, Новий рік, Різдво за юліанським календарем, Старий Новий рік. Вони співали-колядували „на всіх закарпатських говірках”. Вже тоді була наявна своєрідна організаційна структура – був керівник, його заступники-помічники і активісти.

## Кількісний склад
У товаристві закарпатців у м.Києві налічується близько 350 постійних членів, а всього в Києві за не дуже точними даними (офіційного обліку поки що ніхто не проводить) закарпатців нараховується близько 2500 (враховуючи „остарбайтерів”). У 2010 році товариство святкувало свій 50-літній ювілей з дня створення закарпатського земляцтва.
Почесним президентом товариства є Микола Бідзіля.